# 도널드 리
도널드 리(Donald Li, 1961년 ~ )는 영화배우이다.
홍콩에서 태어났다.

## 영화
- 팔콘 다운 (2000년)
- 딥 코아 (2000년)
- 도망자 2 (1998년)
- Saved by the Bell: Hawaiian Style (1992)
- 투명 인간의 사랑 (1992년)
- 크레이지 걸 (1986년)
- 빅 트러블 (1986년)